# Anne Jelagat Kibor
Anne Jelagat Kibor (4 juni 1969) is een Keniaanse marathonloopster. Ze eindigde regelmatig op het podium bij grote internationale marathons.

## Loopbaan
Haar meest succesvolle jaar is 2003, toen Jelagat de marathons van Praag, Venetië en Milaan won, de laatste in een persoonlijke recordtijd van 2:29.23.

## Persoonlijke records
| Onderdeel      | Prestatie | Datum             | Plaats |
| -------------- | --------- | ----------------- | ------ |
| halve marathon | 1:08.58   | 29 september 2002 | Udine  |
| marathon       | 2:29.23   | 30 november 2003  | Milaan |

### 5000 m
- 2001: 4e Eldoret - 16.47,5

### 10 km
- 2002:  Madrid - 32.27
- 2005:  Bukwa - 45.45
- 2009: 4e Chinantla - 35.42
- 2009: 5e Edinburg - 34.44

### 15 km
- 2002:  Bilbao - 51.42

### halve marathon
- 2001:  halve marathon van Udine - 1:10.30
- 2002:  halve marathon van Gavà - 1:11.57
- 2002:  halve marathon van Rio de Janeiro - 1:13.49
- 2002:  halve marathon van Turijn - 1:12.40
- 2002:  halve marathon van Udine - 1:08.58
- 2003:  halve marathon van Ferrara - 1:16.03,9
- 2003:  halve marathon van Vitry-sur-Seine - 1:12.21
- 2003:  halve marathon van Rio de Janeiro - 1:14.53
- 2004: 4e halve marathon van Vitry-sur-Seine - 1:14.23
- 2004: 5e halve marathon van Johannesburg - 1:17.08
- 2004:  halve marathon van Turijn - 1:13.03
- 2004: 5e halve marathon van Udine - 1:14.16
- 2005:  halve marathon van Villa Lagarina - 1:14.23
- 2005:  halve marathon van Turijn - 1:13.41
- 2005: 5e halve marathon van Saint Denis - 1:16.49
- 2005:  halve marathon van Pavia - 1:14.00
- 2006: 11e halve marathon van Philadelphia - 1:14.20
- 2006: 5e halve marathon van San Jose - 1:12.00
- 2012:  halve marathon van Vancouver - 1:16.43

### marathon
- 2002: 5e marathon van Turijn - 2:32.18
- 2002:  marathon van Dublin - 2:34.45
- 2003:  marathon van Praag - 2:31.10
- 2003:  marathon van Venetië - 2:30.17
- 2003:  marathon van Milaan - 2:29.23
- 2004:  marathon van Praag - 2:33.37
- 2004:  marathon van Carpi - 2:30.54
- 2005: 10e marathon van Lahore - 2:57.32
- 2005: 12e marathon van Hamburg - 2:40.44
- 2005:  marathon van Dublin - 2:34.59
- 2005:  marathon van Bandar Seri Begawan - 3:11.45
- 2006:  marathon van Nashville - 2:37.23
- 2006:  marathon van Moline - 2:41.32
- 2007: 8e marathon van Dubai - 3:08.45
- 2007:  marathon van San Luis Potosi - 2:40.45
- 2007:  marathon van Mexico-Stad - 2:38.26
- 2007:  marathon van Taipei - 2:38.19
- 2008:  marathon van Regensburg - 2:54.30
- 2008: 13e marathon van Duluth - 2:53.42
- 2008:  marathon van Leon - 2:44.17
- 2008: 6e marathon van Guadalajara - 2:46.13,0
- 2009: 5e marathon van Culiacán - 2:40.13,9
- 2009:  marathon van Jacksonville Beach - 2:42.51
- 2009: 6e marathon van Nashville - 2:49.12
- 2009:  marathon van Incheon - 2:38.33
- 2012:  marathon van Winnipeg - 2:49.45
- 2012:  marathon van Quebec - 2:53.40,5
- 2012:  marathon van Montreal - 2:48.15,5
- 2012:  marathon van Picton - 3:01.06